# Platybletes stirpium
Platybletes stirpium är en skalbaggsart som beskrevs av Thérond 1952. Platybletes stirpium ingår i släktet Platybletes och familjen stumpbaggar. Inga underarter finns listade i Catalogue of Life.